# Haleburg, Alabama
Haleburg este un târg din statul Alabama, Statele Unite ale Americii. Face parte din Zona metropolitană Dothan a statului Alabama. Târgul a fost colonizat în anul 1885 sub numele de Halesburgh. În 1911, a fost declarată zonă neîncorporată sub numele de Halesburg. Din motive necunoscute, acum numele târgului este Haleburg.
La recensământul din 2000, populația a fost de 108 locuitori. La recensământul din 2010, populația a fost de 103 locuitori, aflată în scădere cu 4,6%.

## Geografie
Haleburg se află la 31°24′32″N 85°8′9″V / 31.40889°N 85.13583°V (31.408960, -85.136035).
Conform United States Census Bureau, orașul are o întindere de aproximativ 9,9 km² din care 100% este uscat și 0% apă.

## Populație
Conform recensănântului din 2000, în oraș au fost la acel moment 108 oameni, 48 case, și 36 de familii. Densitatea populației era de 10,9 loc/km². Dintre locuitorii orașului, 77,78% erau albi, 18,52% erau negri și africani americani, 3,70% de 2 sau mai multe rase și 0,93% din populație era hispanică și latină.
Media de vârstă este de 49,8 ani, 92,6% din populație a absolvit cel puțin liceul, 2% din populație trăiește sub nivelul de sărăcie iar 13 persoane sunt veterani.

## Localități învecinate
Figura de mai jos arată localitățile imediat învecinate cu Haleburg. Un punct galben arată o localitate cu mai mult de 20.000 de locuitori iar un punct negru arată o localitate cu mai puțin de 20.000 de locuitori.